# Yamanaka Seiko
Seiko Yamanaka (sinh ngày 22 tháng 1 năm 1989) là một cầu thủ bóng đá người Nhật Bản.

## Sự nghiệp câu lạc bộ
Seiko Yamanaka đã từng chơi cho JEF United Chiba và Fagiano Okayama.